# De Loohof
De Loohof of Looihof is een pand in de Venlose binnenstad aan de Lohofstraat in de Rosariumbuurt. Het pand is een gemeentelijk monument.

## Geschiedenis
In 1915-1940 verrees de Rosariumbuurt op de plaats waar eerder de Huzarenkazerne en de aangrenzende vestingwerken lagen.
In 1927 werd het pand gebouwd als politiebureau in de stijl van de Amsterdamse School met reminiscentie naar het ontwerp van Jacobus Flink, architect van Gemeente Werken Venlo.

## Bouwwerk
Het pand is opgetrokken in baksteen in de stijl van de jugendstil en heeft een centrale toreningang en twee vleugels.